# コンデンサ

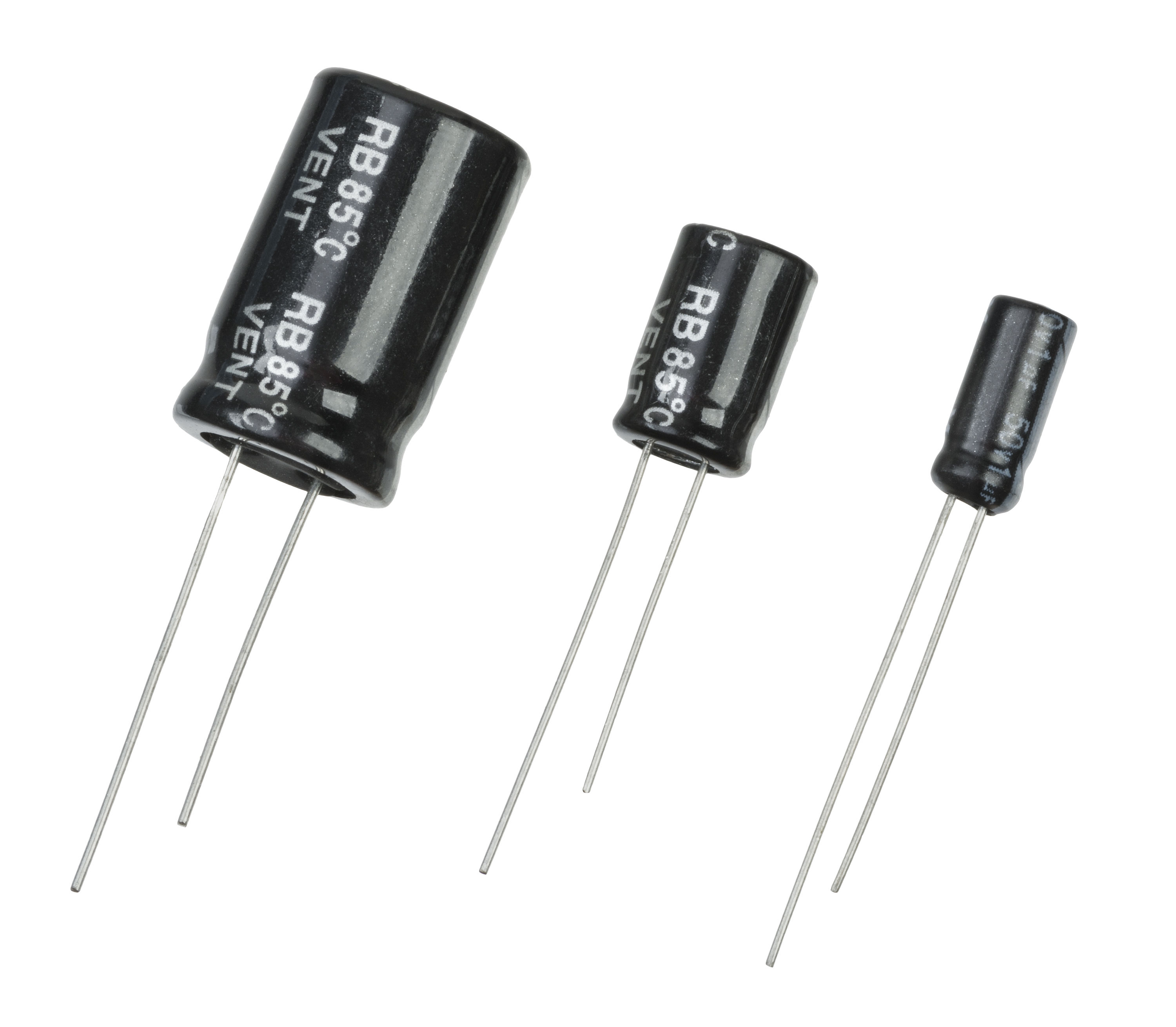
典型的なリード形電解コンデンサ

コンデンサ、コンデンサー（独: Kondensator、英: capacitor）は、電気（電荷）を蓄えたり、放出したりする電子部品である。蓄電器、キャパシターとも呼ばれる。

## 概要
コンデンサの特性を表す基本的な数値は、静電容量(キャパシタンス/英: capacitance)である。静電容量の値は、一般に国際単位系（SI）のファラド（記号: F）を用いて表される。コンデンサの機能はバッテリーと似ているが、コンデンサの静電容量はマイクロファラド（µF = 10−6F）やピコファラド（pF = 10−12F）のオーダーのものが多く、ごくわずかな量の電荷しか蓄えることしかできない。代わりに、応答速度が早いため、瞬間的な電流の変化（例えば、雷サージなど）に対する応答を制御する場合や、交流電流を変化させたい場合などに用いられる。ただし、電気二重層コンデンサのような、従来のコンデンサと比較すると桁違いに大きな静電容量をもつものも存在し、それらは二次電池として利用することが可能である。
その他の特性としては印加できる電圧（耐圧）が挙げられる。耐圧は用途に応じ、微小電力機器用の2.5ボルト程度のものから、高電圧発生用などに使われる10キロボルト程度のものなど、様々である。また、理想的な特性からどの程度外れているかを示す、等価回路における、直列の誘導性を示す値と直列並列それぞれの抵抗値などがある。

## 歴史
1745年10月に後ポメラニア出身のエヴァルト・ゲオルク・フォン・クライストは、手で持ったガラス瓶の中に満たされた水に高圧静電発電機を導線でつなぐと電荷が蓄えられる事を発見した。クライストの手と瓶の中の水が導電体として働き、かつガラス瓶が誘電体として働いたのである。クライストは、発電機を外したあとに、導線に触ると激痛を伴う火花が起きることを見出した。彼はこのことを「フランス王国の二撃目は受けたくない」と手紙で述懐している。3ヶ月後、オランダの物理学者ピーテル・ファン・ミュッセンブルークにより同様なコンデンサが発明され、クライストの物より早く発表されたことで、彼が勤務していたライデン大学に因んでライデン瓶と名付けられた。グダニスクのダニエル・グラートは電荷容量を増やすため、初めていくつかの瓶を並列に結合し"砲兵中隊"を作った。
ベンジャミン・フランクリンはライデン瓶の電荷を蓄える効果を増しているのが想定されていた手と水ではなく、ガラスである事を追試し証明した。彼はまた化学電池の組に対してバッテリーの言葉を当てはめた。
このようなライデン瓶を板ガラスに対向させたより強力なコンデンサは、無線電気通信の発明により規格化された容量が要求され、また高周波への移行によりインダクタンスの低いコンデンサが必要になるまで、1900年頃まで専ら使われ続けた。コンデンサの小型化は金属箔の間に油を浸した紙のような柔軟な誘電体膜を挟み、それを巻いたり折りたたんだりして小さな外周器に入れたもの、すなわち油浸紙コンデンサの製造から始まった。コンデンサの名は通常の容量球と比べ、より高い密度の電荷を蓄えられるという装置の性能から1782年にアレッサンドロ・ボルタが初めて凝集器の言葉を当てはめた論文を発表した事に由来する。

## 物理学的説明

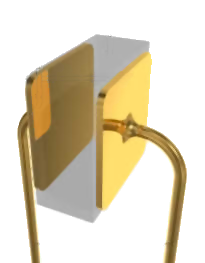
模式図

まずは電磁気学に基づく理論的な観点から説明を行い、工学的（電気・電子工学）な観点からの解説や応用は後述する。

### 静電容量
周囲と電気的に絶縁された導体に電圧を印加すると内部に電荷の偏りが生じる。この現象は静電誘導と呼ばれる。理想的な状況では重ね合わせの原理から印加する電圧と偏る電荷には比例関係がある。印加する電圧を V、偏る電荷を Q としたとき、この関係は
{\displaystyle Q=CV}
と表される。このときの比例係数 C は静電容量と呼ばれる。静電容量は導体の幾何学的な形状と導体の周囲の絶縁体により決まる。

### 平行板コンデンサ

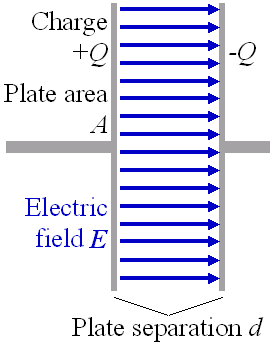
電極板間に符号の異なる電荷が充電されると電極板間に電界が生じる。
この電界は単純な平行板コンデンサにおいて電位差V = E dを生み出す。

電気的に絶縁された導体が近接していると、一方に正の電荷が、他方に負の電荷が生じて互いに引き合うので電荷が充電されやすくなり、静電容量が大きくなる。この性質を利用したものがコンデンサであり、コンデンサは誘電体によって電気的に絶縁された複数の電極や電極板の組み合わせによって構成される。
コンデンサのモデルとして、平行に近接した2つの平面を電極板とする平行板コンデンサがある。電極板の面積を A、電極板の間隔を d とすれば、静電容量が
{\displaystyle C\simeq {\frac {\epsilon A}{d}}}
で近似される。
このときの比例係数 ε は電極板間を絶縁する誘電体の誘電率である。
この近似が成り立つには電極板の間隔 d が充分に小さい（{\displaystyle d\ll {\sqrt {A}}}）という条件が必要である。あるいは電極板の面積 A が充分に大きい（{\displaystyle A\gg d^{2}}）と言い換えることもできる。

### 静電エネルギー
充電されたコンデンサが蓄える静電エネルギーは
{\displaystyle U={\frac {Q^{2}}{2C}}={\frac {C}{2}}\,V^{2}}
で表される。つまり、容量1ファラドのコンデンサに10ボルトの電圧がかかっている場合、電力量は50ジュール（ワット秒）となる。したがって、この場合における定格出力50ワットの電気製品が1秒間動作することになる。（これは理論値であり、実際には電圧を安定させるための回路などが必要となるため、その分電力量が減ることとなる。
以下、工学的解説や応用を述べる。

## 用途

### アナログ電子回路での用途
直流の電流を通さないことからカップリングコンデンサに利用されたり、デカップリング用のコンデンサに利用される。その他、平滑回路や、共振回路、フィルタなどにも利用される。実際の電子回路では、同じく受動素子の一つである抵抗器やコイルとともに用いられることが多く、前者はR、後者はLと表現されることが多い。要求される周波数帯域、容量や精度、温度に対する容量変化、耐圧など回路の目的、用途、環境、コスト、大きさに合わせて各種の形状、材質の物が幅広く用いられる。低コスト化、小型化の要求の強い民生用小型機器では、チップ積層セラミックコンデンサが幅広く使われている。

### デジタル電子回路での用途
バイパスコンデンサ（パスコン）としての用途が圧倒的に多い。他にわずかながら水晶発振器やタイミング回路に使われる。主に周波数特性がよいチップセラミックコンデンサが使われる。

### 電源回路での用途
アルミ電解コンデンサを中心として、セラミックコンデンサやタンタルコンデンサが使われる。

### 電源そのものとしての用途
近年、後述の電気二重層コンデンサをはじめとした1F以上の大容量のものが開発され、蓄電装置として利用されることが多くなりつつある。たとえばノートパソコンの電源としての利用、ハイブリッドカーや電気自動車の始動用電源など。最近では電気自動車の走行用電源そのものとしても使用可能となってきている。

## 構造

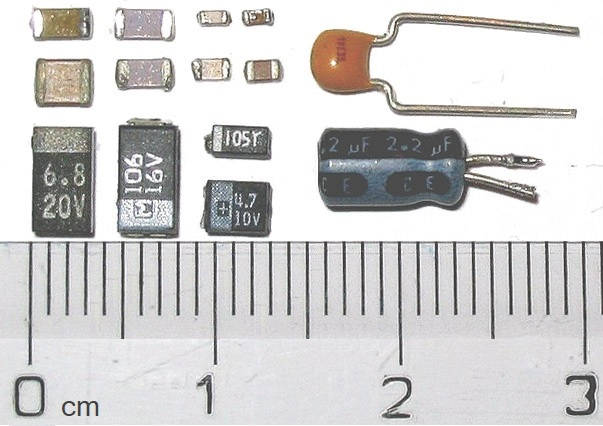
コンデンサの形状例。
この写真の中での分類としては、足のあるものが「リード形」、長方体のものが「チップ形」である

構造は単純化すると、誘電体（絶縁体）を介した、2枚の電気伝導体平板であり、これに（直流）電圧を加えると、電荷（電気エネルギー）が蓄えられる。
実際の製品では、以下に挙げられるものがある。
単板型
二枚の平行平板からなるもの。誘電体の種類を選ばないが、面積を大きく取れないため、大型になる。
旋回型（巻き型）
二枚の電気伝導体箔と誘電体膜を交互に重ねて巻き込んだもの。旋回構造自体がインダクタの形となるため概して高周波特性は良くない。巻き方や線の引き出し方を工夫して無誘導化したものもある。
積層型
極板を形作る導電性の層と誘電体の層とを完成時に所望の容量に成るまで交互に重ね両端に電極を取り付けたもの。層を作る時は二つの極板の端面がそれぞれ別の辺に現れるように極板をずらして作る。出来上がった素子は通常直方体状になる。素子のまま表面実装用に使われる事もあれば、リード線を引き出した後樹脂で封止した物もある。
貫通型
電極のうち、一方の極板に対してもう一方の極板と平行な方向に電流を通せるよう、一つの極板に端子を少なくとも2個以上設けたもの。
管形
電気伝導体の軸の周りに誘電体の管を形成し、その外側にさらに電気伝導体の管を形成して同軸構造としたもの。シールドケースからの線の引出しなど高周波回路で利用される。
チップ形
積層形コンデンサの直方体の平行する二面に一枚の極板へ繋がる電極を設け、残りの任意の面にもう一方の極板に繋がる電極を設けてあるもの。管形に比べるとよりプリント回路基板への実装が容易になっている。3端子コンデンサとも呼ばれる事がある。

電解型
電気伝導体の表面に化学的に酸化皮膜による誘電体層を形成し、電解液に浸したもの。誘電体層が非常に薄くなおかつ比誘電率が大きいため、大容量が得られる。
電気二重層型
活性炭電極の表面に有機分子を吸着させ、誘電体としたもの。誘電体の厚さを分子長さレベルにまで薄くでき、更に多孔質な活性炭により大面積を確保できるので、極端な大容量が得られる。

## コンデンサの用途による分類

### 高電圧電力回路用
紙コンデンサ
誘電体として木材パルプを加工したものを使用している。
オイルコンデンサ
絶縁油を含浸した紙を誘電体としたもの。真空管を使用したオーディオアンプやギターアンプ等でも利用される。
真空コンデンサ
内部を真空にしたもの。
ガス封入コンデンサ
内部にSF6（六フッ化硫黄）等を封入したもの。

### 電子回路用

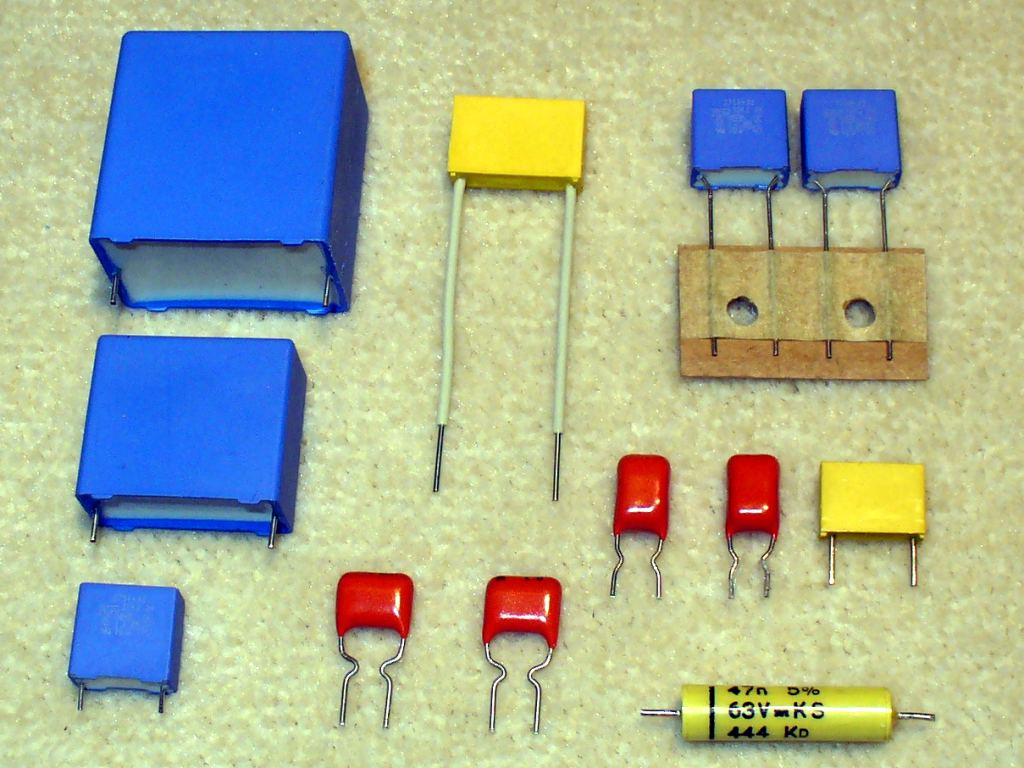
フィルムコンデンサ

#### プラスチックフィルムコンデンサ
主にアナログ回路用であるが、高電圧を扱う回路にも使用される。
スチロールコンデンサ
スチコンと呼ばれる。成形が容易で安価、諸特性優秀だが、耐熱温度が85℃と熱に弱く機械的にも脆い。樹脂分子の並びを制御して結晶化させることで問題点を改善した製品も出ている。
ポリエステルコンデンサ（マイラコンデンサ）
マイラコン、あるいは単に「マイラ」と呼ばれる。諸特性良好だが、誘電吸収がやや大きい。
ポリプロピレンコンデンサ
PPコンと呼ばれる。諸特性優秀で、耐圧も高い（1,000V程度まである）。
テフロンコンデンサ
諸特性良好。プラスチックフィルムコンデンサとしては比較的高温に耐える。
ポリフェニレンスルフィドコンデンサPPSコンと呼ばれる。諸特性良好で耐熱性に優れる。

#### セラミックコンデンサ
0.5pFから1µFが一般的である。近年は数百µFのチップ型セラミックコンデンサも現れている。
デジタル回路のパスコン（高誘電率系および半導体）、アナログ回路の温度補償用（低誘電率系）に用いられる。高周波特性はよい。チップ型など小型のものや大容量のものは内部電極を積層構造にしている。
低誘電率系セラミックコンデンサ
誘電体に酸化チタンやアルミナの磁器を用いたもの。容量温度係数が低く、かつ直線的。微量元素の導入で任意の温度係数に設定することもできるが、容量の誤差が大きい。
高誘電率系セラミックコンデンサ
誘電体にチタン酸バリウムを用いたもの。無極性・大容量のコンデンサが得られる。ただし、容量温度係数が大きくかつ非線形に変化する。さらに、印加電圧によって容量が変動する。また、交流電圧を印加すると圧電効果により誘電体に伸縮が生じて「音鳴き」または「鳴き」と呼ばれる現象が発生する。
半導体セラミックコンデンサ
チタン酸バリウムに金属化合物を導入して導電性を持たせたものに、化学処理を施して非常に薄い誘電体層を形成し、焼結したものを誘電体としたもの。高誘電率系セラミックコンデンサよりも更に大きな容量が得られるが、その分、容量変動の諸特性も悪化している。

#### マイカコンデンサ
高周波回路、高精度・安定性が要求される回路用。

#### 電解コンデンサ

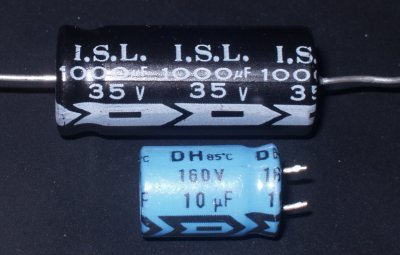
電解コンデンサ
上 : アキシャル型（チューブラ型）
下 : ラジアル型

電極表面に化学処理することで絶縁体あるいは半導体の薄膜を形成し、これを誘電体としたもの。非常に大きな容量 (0.1µF - 10万µF (100mF)) が得られるが、一部を除き極性を持ち、諸特性はかなり悪い。電源系や低周波系に使用される。耐圧や周波数に注意する必要がある。耐圧を守らなかったり極性を間違えたりすると、正常に動作しないばかりか発熱して煙が出たり、電解液が外部に漏れ出す場合がある。ひどい時には破裂する場合もある。破裂するとコンデンサーの破片が四方八方に飛び散り、非常に危険である。一般に固体電解コンデンサと呼ばれるものは、電荷移動錯体や導電性高分子を用いた電子導電性固体を用いており、従来からある電解液を用いたコンデンサに対して、等価直列抵抗（ESR）が小さく、周波数特性に優れている為、CPU周辺など高周波系にも使用されているが、電解液タイプに比べて高価でかつ自己修復性が小さいという問題がある。
リード線方式の場合は、負（マイナス）極の上に黒い線が記載され、一般タイプの新品では負極のリード線が短く切られていることで判別する。画像の上側の黒いもの（アキシャル型）では、右側のリード線が負極で、下の青いもの（ラジアル型）では下側のリード線が負極である。アキシャル型の場合、負極のリード線がケースと接続されているが、ラジアル型は両極とも接続されていないため、電荷がある場合どちらとも電位差があり、ショートや感電に注意を要する。
アルミ電解コンデンサ
単に電解コンデンサ、またはケミコン（ケミカルコンデンサ）ともいう。大容量が得られ、電源回路の平滑用・時定数回路用に使用される。誘電体としては、アルミニウム電極（通常はアルミ箔）表面に形成した酸化被膜（酸化アルミニウム）を用いる。誘電体層が非常に薄いため、大きな容量を得ることが出来る。通常、酸化被膜を形成する前にエッチング処理を施して表面を荒し、微細な凹凸を作製して表面積を稼いでいる。酸化被膜表面に隙間無く対向する電極を密着させることが困難なため、電解液を含浸した紙を挟み、空隙を埋めている。酸化被膜を形成した側の電極を他方の電極より低い電圧（極性を逆）にすると、電気化学反応により誘電体膜が破壊され使用不能になるとともに、素子が破裂・発煙する場合がある。
アルミニウム固体電解コンデンサ
電解液の代わりに固体電解質として二酸化マンガンや有機半導体（TCNQ錯体などの電荷移動錯体、または、ポリチオフェンなどの導電性高分子）を用いたもの。固体電解質に有機半導体を用いたものには OS-CON という商標のものがあり、低ESR、低等価直列インダクタンス（ESL）を実現している。
アルミニウム非固体電解コンデンサ
上述。電解液として、溶媒を水、エチレングリコール、エチレングリコールモノメチルエーテル、グリセリン、γ-ブチロラクトンあるいはN-メチルホルムアミドなどとし、電解質としてホウ酸、アジピン酸、マレイン酸、安息香酸、フタル酸、サリチル酸、アンモニア、トリエチルアミン、水酸化テトラメチルアンモニウムなどにしたものが用いられる。逆極性接続による誘電体膜の破壊に対し自己修復能を持つため、極短時間の逆電圧印加が可能とされるが、この用法は推奨はされない。故障時のモードがオープンである（電極間の抵抗値が高くなる）ことも特長のひとつだが、素子の破裂による二次被害がでることもあるので注意すること。
両極性電解コンデンサ（ノンポーラ）
酸化被膜の形成を対向する二つの電極双方にほどこしたもの。コンデンサの直列接続となるため、単位体積当りの容量は半減するが、極性がないため扱い易い。ただし、高速に極性が反転する条件（交流回路）での利用は出来ない点には注意すること。負極側の表示の代わりにB.P.またはN.P.表示がある。

タンタル電解コンデンサ
アルミ電解コンデンサより小型で周波数特性がよく、電源平滑用やノイズ除去のバイパスコンデンサとして用いられる。欠点はタンタルが希少金属であるため、コスト高や供給不安につながりやすいこと。大容量を得る原理はアルミ電解コンデンサに似ている。金属タンタル粉体を焼結してこれを陽極とし、電気化学反応で表面に酸化タンタル薄膜を形成する。アルミ電解コンデンサと異なり、パッケージの陽極側に印がある。逆電圧に弱く、故障モードはショートである点に注意を要する。そのため故障前の極間に電位差があると大電流が流れ、発熱、発火につながる。ショートによる機器への被害を防ぐため、タンタルコンデンサのモールド内にヒューズを内蔵しているものもある。
タンタル固体電解コンデンサ
高温条件下で誘電体表面に二酸化マンガンを析出させて空隙をうめ、焼結体表面に黒鉛を吹き付けた後、銀パラジウム等を用いて電極を引き出したもの。
タンタル非固体電解コンデンサ
金属ケースに電解液を充填し、これを陰極としたもの。ここに陽極となる焼結体を浸漬する。

ニオブコンデンサ
金属ニオブ粉体を焼結してこれを陽極とした固体電解コンデンサ。ニオブの埋蔵量はタンタルの100倍程度と見積もられており、供給の安定化と低価格化が期待される。また、タンタルコンデンサより逆電圧耐性が高く大容量化できる可能性があることから、将来的にはタンタルコンデンサを置き換えることが期待されている。タンタルコンデンサは耐圧の30 - 50%までで使用するが、ニオブコンデンサは耐圧の80%までで使用できる。
酸化ニオブコンデンサ
焼結体として金属ニオブの代わりに酸化ニオブを用いたもの。故障モードがオープンで安全性が高い。

#### 電気二重層コンデンサ
電気二重層キャパシタ、ウルトラキャパシタ（主に米国で用いられる用語）、スーパーキャパシタ（日本電気の商標）、ゴールドキャパシタ（パナソニックの商標）、電気化学キャパシタ、あるいは単にキャパシタと称される。電解液-電極界面において電解液中のイオン及び電極中の電荷担体（電子またはホール）が互いに引き合う格好で整列する現象（電気二重層）を用いて蓄電するコンデンサ。イオンと電荷担体が互いに隔てられた部分（ナノオーダーの距離）が誘電体に相当する。また、電気二重層コンデンサの静電容量は理想的には電極の表面積に比例すると共に電極間の距離に反比例する。そのため、非常に大きい静電容量を実現することが可能である。
実用化されている電気二重層コンデンサでは、比表面積が極めて大きい活性炭を電極として用いている例が多く数F/cm3級の静電容量が得られている。なお、電気二重層は正負両極に生じるため、一つの電気二重層コンデンサは二つのコンデンサ（正・負極に生じた電気二重層）の直列接続に相当する。耐圧は電解液の分解電圧以下に制限されるため約1V（水系電解液の場合）、約3V（非水系電解液の場合）と非常に低く、複数個を直列接続することで必要な電圧を得ることが多いが、接続された個々のコンデンサの特性ばらつきによって電圧が完璧に均等に分配されることはない。そのため、あるコンデンサだけが過充電になることを防ぐための工夫が必要になる。単純な方法としては、各コンデンサに抵抗を並列接続させることがある。また、通常のコンデンサと比較して漏れ電流が非常に大きく、イオンが動くために周波数特性が悪いことには留意する必要がある。直流回路で用いられることが多い。
2021年現在、主に電子機器のメモリーや時計回路におけるバックアップ電源、電力貯蔵、コピー機の急速立ち上げ用電源や無停電電源装置などで用いられており、一部の路面電車でも採用されるなどしているほか、二次電池と異なり電気化学反応を従わないため、充放電回数の制限が無いこと、大電流の充放電に強く温度条件の厳しい環境下でも利用できるなどの利点を持つため、エネルギー密度をリチウムイオン電池と同等に出来れば、電気自動車やスマホの性能を飛躍的に高めることが可能とされる。

#### 可変コンデンサ
静電容量を加減することができるコンデンサのことをさし、軸を回転させる極板の対向面積や電極同士の距離を変えられるようにしたバリアブルコンデンサと各容量の固定コンデンサを切り換えスイッチにより断続的に変えられるようにした可変雲母コンデンサに大別される。

##### バリアブルコンデンサ（バリコン）
回転軸を回すことで静電容量を可変できるコンデンサ。送信機や受信機（ラジオ）などの同調回路などに使われる。ラジオの同調回路（周波数ダイアル）のようにもともと頻繁に回すことを目的に作られているものと、回路の定数の微調整用として、出荷前やメインテナンス等、調整するときしか回さない目的に作られたもの（トリマーバリコン、半固定可変コンデンサ）とがある。
エアバリコン
空気を誘電体とする可変コンデンサ。固定した電極と、回転軸に取り付けられた電極とで空気を挟み、静電容量を可変できる。高電圧に耐えられることから、1970年代までの真空管を使ったラジオ受信機やアマチュア無線機などに使われていたが、現在はあまり生産されていない。
タイトバリコン
エアバリコンの一種であるが、電極を保持する絶縁体に磁器（ステアタイト）を使用した製品。重量は増すが絶縁性に優れ送信機などの大電力の同調を取る場合などに使用される。
ポリバリコン
薄いポリエチレンフィルムを誘電体とする可変コンデンサ。固定した電極と、回転軸に取り付けられた電極とでポリエチレンフィルムを密着して挟み、静電容量を可変できる。主に小型携帯ラジオの周波数ダイヤルに使われている。
セラミックトリマコンデンサ
セラミックを誘電体とする可変コンデンサ。回路で補償しきれない精度の特性が必要な場合、組み立て後に微調整可能な回路にしておき、製品出荷前に工場で微調整を行うために用いられる。
バリキャップ
半導体中に形成された空乏層を誘電体として用いる可変コンデンサ。逆電圧の大きさによって空乏層の厚さを制御する事が可能で、このため電子的に容量を可変できる。

#### 低インピーダンス線路素子 (LILC)
NECによって開発された分布定数型の素子で、回路基板（ボード）上の回路同士の干渉を抑え、高速・高周波回路の不安定動作を解消する低インピーダンス線路素子 (LILC : low impedance line structure component) と呼ばれるものである。
多層基板を使わずに高速 CMOS LSI を使用するような無茶なことをするときに役立つ素子である。

## 容量の表示方法
電解コンデンサなどのような大型のものでは、本体に直接容量や耐圧が記載されているが、セラミックやフィルムコンデンサの場合、容量が xxy という形の3桁の数字を使った特有の表記（抵抗器のカラーコードを数字で置き換えた形）で記載されている場合がほとんどである（抵抗器に形状が似たものでは、カラーコードで表示している場合がある）。
xxyの意味は、xx × 10y pF（ピコファラド）である。
チップコンデンサの場合、極小な本体に容量の表記を印刷することが困難であるため、チップマウンターに装填するためのリールに印刷する型番に、容量の記載が含まれていることが多い。またその際、上記の3桁の数字の後に、アルファベット1文字で容量の許容誤差を記載することが多い

。例えば「225K」と書かれていれば、22 ✕ 105 pF = 2200000 pF = 2.2 µF の、許容誤差 ±10% と読む。
容量の間隔については、抵抗器同様にE系列で、主にE3（10・22・47を基数とする倍数値）、E6（10・15・22・33・47・68を基数とする倍数値）で、まれにE12やE24が使用される。受動素子の標準数値表も参照。ただし1から10pFに限り、1pF間隔となっている。
定格電圧（耐圧）については、電圧を直接表示している場合と、数字とアルファベットを組み合わせた記号で表示している場合がある。記号と電圧の組み合わせは次の通り。
| 英字数字 | A     | B     | C     | D     | E     | F     | G     | H     | J     | K     |
| -------- | ----- | ----- | ----- | ----- | ----- | ----- | ----- | ----- | ----- | ----- |
| 0        | 1     | 1.25  | 1.6   | 2     | 2.5   | 3.15  | 4     | 5     | 6.3   | 8     |
| 1        | 10    | 12.5  | 16    | 20    | 25    | 31.5  | 40    | 50    | 63    | 80    |
| 2        | 100   | 125   | 160   | 200   | 250   | 315   | 400   | 500   | 630   | 800   |
| 3        | 1,000 | 1,250 | 1,600 | 2,000 | 2,500 | 3,150 | 4,000 | 5,000 | 6,300 | 8,000 |

2J103と記載されていれば、
- 耐圧が630V
- 容量が10 × 103 = 10,000pF = 0.01µF

を表している。
2桁以下の場合は記載値がそのままpF単位を表す。
リード部品のセラミックコンデンサ等において電圧表示のないものは、耐圧50V程度のものが多い。一方、近年急速に増えている積層型セラミックコンデンサやチップ型フィルムコンデンサ等は、容量と大きさと耐圧がそれぞれトレードオフの関係にあることから、耐圧が明記されているものが殆どである。

## コンデンサのように振舞うもの

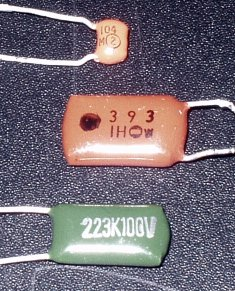
コンデンサ
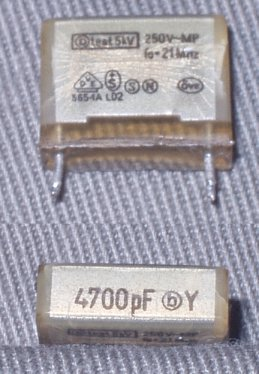

コンデンサの図記号
電解コンデンサの図記号
可変コンデンサの図記号

これらのふるまいについて、容量性がある、と言ったりする。以下の項目のうち、プリント基板と電界効果トランジスタについては、寄生容量も参照されたい。
プリント基板
多層基板において、隣接する層の同じ場所にプリント配線が通るとき、両配線間に比較的大きな安定した容量が形成される。プリント基板設計において、基板の未使用の領域を銅箔で埋めて接地点あるいは電源ラインの配線に用いる（グランドプレーンなど）、電源配線を信号線より広くすると言った処理は習慣的に行なわれている。
電界効果トランジスタ
電界効果トランジスタのゲートのインピーダンスは非常に高く、構造的にもコンデンサがソース・ドレイン間に接続されているとみなせる。単体のトランジスタでもゲート・ソース間電圧を意図的にプルアップ・プルダウンしないと、ゲートが入力端子から切り離されたままではゲート電圧がホールドされてしまう。特に、MOSFETは接合型FETと比べて必然的に、ゲート・ソース間、ゲート・ドレイン間、ドレイン・ソース間に寄生容量を内包する構造である。MOSFETの集積回路においては、ゲートの静電容量に周波数と電圧の二乗をかけた値に比例して、信号の交流成分がゲートからソース・ドレインに流れ、これが結果として集積回路の消費電力の一部となる。CMOSがまだ珍しかった頃は、CMOSを採用した機器（ポケットコンピュータなど）では、低消費電力を狙ってあえてクロック周波数を抑える例が見られた。近年はマイクロプロセッサの高クロック化に伴う消費電力の増大及び発熱が顕著であり、この問題を回避する為にコア数を増やすなど、クロック当りの性能を向上させるのが現在のトレンドとなっている。
バリキャップ
ダイオードは、逆電圧を加えた状態では直流電流はほとんど流れず、非常に高い直流抵抗値を示す。このとき、ダイオード内部には空乏層とよばれる絶縁領域が形成されており、これを誘電体としてコンデンサとしての振る舞いを見せる。この空乏層の厚さはかかっている逆電圧の高さによって変動するため、厚さに反比例して容量も変動する。容量はダイオードごとに異なるが、一般に大電流を扱うものほど容量も大きくなる。ダイオードの持つこの物理的性質を積極的に応用し、電圧に応じて制御できる電子的な容量可変コンデンサとして使えるように特に設計されたものを、バリキャップという。バリキャップは、わずかな電圧の変化で大きく容量を変えることができ、また電圧に反比例し容量が変化するため共振回路に使うと同調周波数が直線的になる、という特性がある（回転角に対しそのような容量変化をするバリコンは一般に特殊品である）。
スタブ
高周波回路において、他端の短絡した1/4波長より短い伝送路、あるいは、他端が解放になっている1/4波長より短い伝送路は容量性の負荷にみえる。アンテナの整合を取る場合に用いられることがある。
電気的に短いアンテナ
モノポール、ダイポールその他のタイプのアンテナで、電気的な長さが1/4波長より短いものは、駆動回路（無線機など）から見た場合、容量性の負荷にみえる。整合を取るため小さな容量の可変インダクタが挿入されることがある。
人体
静電気の研究において、人体は10pFのコンデンサと1MΩの抵抗を並列に接続したものとしてモデル化される。
コンデンサマイク
コンデンサの電極のうち一方を振動板（ダイアフラム）としたもの。空気の振動により電極間の間隔が変化するため、電極間に形成される容量も変化し、一定の電荷を蓄積した状態ならば端子間の電圧も変化する。これを電気信号として取りだすことでマイクとして利用する。また、素子に一定の電荷を与えるために電源が必要であるが、テフロンなどの誘電体の高い電界を与える（特に、溶融した誘電体を冷却固化する際）と電荷を半永久的に保持する性質を利用し、電荷を保持した薄膜（エレクトレットと呼ぶ）を電極に張りつけることで素子への給電を不用としたものをエレクトレット・コンデンサマイクと呼ぶ。更にエレクトレットを振動板側に張りつけたフロントエレクトレットあるいは膜エレクトレットと、固定電極側に張りつけたバックエレクトレットに分れる。構造上出力インピーダンスの高い素子となるため、信号線にノイズが混入しやすく、これを防ぐため、素子直下にFETを用いた増幅回路を組み込んだ素子もよく用いられる。
電線間
電線と電線の間にもわずかながら容量があり、長距離になればなるほど問題になってくる。
対地容量
電線などと地面との間にも容量がある。
- コンデンサ

- コンデンサの図記号
- 電解コンデンサの図記号
- 可変コンデンサの図記号

## 温度特性など
- 温度の変化による静電容量変動
- 電圧の変化による静電容量変動
- 経年変化による静電容量変動